# Usina Solar Angicos I
A Usina Solar Angicos I, ou Usina Fotovoltaica Angicos I, é uma usina solar fotovoltaica localizada na cidade de Malta, estado da Paraíba, com capacidade instalada de 27,2 MW e 31,59 MW de potência pico, sendo parte integrante do Complexo Solar Malta, que conta com duas usinas, a outra é a vizinha Usina Solar Malta, ambas são frutos do investimento da empresa Conergy, uma multinacional alemã especializada na produção de energia renovável, incluindo a solar.

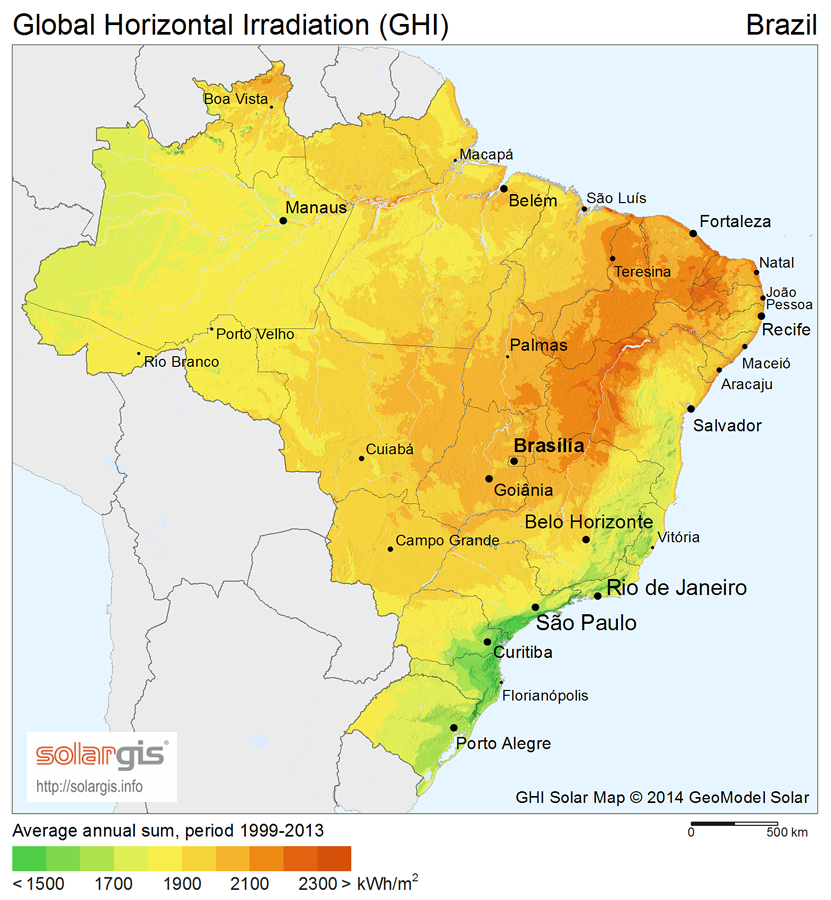
Mapa do Potencial solar do Brasil.

Entrou em operação comercial no segundo semestre de 2018, após instalação das 27 unidades geradoras de 1000 MW cada. A energia produzida no Complexo Solar é suficiente para abastecer aproximadamente um milhão de habitantes.

## Histórico
A cidade de Malta localiza-se no Sertão da Paraíba, a 30 quilômetros de Patos e a mais de 300 de João Pessoa, a capital do estado, em uma região de alta incidência solar (entre as mais altas do Brasil), com mais de 3200 horas anuais de insolação.
O leilão de energia reserva que garantiu a construção da Usina Solar Angicos I, juntamente com outras 2 usinas, foi realizado em agosto de 2015. Essas usinas foram arrematadas pela empresa multinacional Conergy, com sede na Alemanha, que previu investir R$300 milhões na construção das duas usinas, o equivalente a quase 10 vezes o PIB do município.
A empresa brasileira WEG é a fornecedora de todo o sistema para construção do empreendimento.

## Operação
A empresa será controlada pela Angico Solar Energia SPE Ltda., o início de suas operações comerciais de venda de energia ocorreu em outubro de 2018. Após o início das operações, a empresa espera faturar, junto com a vizinha Usina Solar Malta, um montante de 250 milhões de reais anuais.